# 張邱東松
張邱東松（1903年—1959年），臺灣台中市豐原區客家人，日治晚期與戰後初期藝人，為禁歌〈收酒矸〉、〈燒肉粽〉作者，晚年潦倒。

## 生平

### 日治時期
張邱東松生於1903年的台中豐原，自小過繼到張家，兼祧兩姓。為台灣客家人，在父親張邱玉章影響下就會演奏揚琴等絲竹樂器。在台南教會學校長榮中學唸書時，喜歡音樂，從廣東曲的揚琴、胡琴到西洋的薩克斯風、小喇叭、小提琴、吉他皆會。因愛上音樂，背離父親希望他學醫的期待，導致他日後生計困難，為此開過西裝店、教唱歌、放電影、當電影辯士維生。
畢業後張邱東松回到地名改為豐原的葫蘆墩，十八歲就娶妻生兒女，在豐原慈濟宮附近開立西服店。他要求店員和孩子，每人最少都要會一樣以上的樂器，夜晚有空大家合奏。結果有幾位夥計居然出師，學成當樂師。
雖經營過西服店，張邱東松仍然保持著教唱與賣唱工作，1930年代的臺灣電影界，他為中台灣頗具盛名的辯士。他自己掏腰包租借《桃花泣血記》在豐原影院放映，拿麥克風大聲解說劇情、配上台語旁白，還帶領全家、裁縫師在影院現場配樂唱著詹天馬寫詞、王雲峰譜曲的主題曲，吸引許多人買票看戲聽歌，賣票收入比西裝店還多，全家更樂在其中。
1938年，《風月報》在張邱東松建議下，成立音樂研究部，由他擔任主任。
二次大戰期間，西裝布料實施配給，張邱東松的西裝店不易維持，遂北上進入台北放送局工作，在演藝股擔任有關漢樂錄播的工作。1942年10月，他受聘為台北放送局負責第二放送的台灣音樂事物，另外也是三宅正雄組成新臺灣音樂研究會的成員，曾與當時著名花旦花月雲、陽子共同演出。

### 戰後時期
戰後，張邱東松曾組成名為「鄉音藝術團」的樂團，在各地演出。後在宗親丘秀芷父親勸導下，到台北任教於臺北市立女子初級中學（今金華國中）教音樂。獲得校長陳招治的賞識，報考的300多人只錄取他一人。
教職期間，張邱東松他晚上常到住台北北門附近的丘秀芷家裡，也會去西門町表演唱歌。通常與樂友彈的曲子是〈百家春〉、〈步步高〉、〈旱天雷〉、〈昭君怨〉等廣東曲。
臺北放送局改為台灣廣播電台後，名音樂家呂泉生在該台擔任播音員；在其策畫下，電臺模仿日治時期的經營模式，邀請演藝界有名人士來電台現場表演，曾提拔楊三郎、張邱東松等人。一開始，張邱東松寫歌偏愛以報紙社會版為主題，氣氛哀傷，結局都不圓滿；後來受呂泉生鼓勵寫正面意義的歌詞，才以小市民為主題，寫出〈收酒矸〉等歌。
張邱東松在電台負責音樂播放。這段期間，會帶著全家到電台現場演奏錄播，主奏揚琴，全家合奏。流行曲之外，有時也演奏他自己新譜作品，如〈海風〉、〈煙酒歌〉。
張邱東松常提「藝金藝土」，意思是藝術是黃金還是糞土，未必能由自己決定，台上台下的榮辱得失也難以衡量。1945年，當時他在學校擔任教職後已有較穩定的生活條件，但該時期台灣政經不穩定，物價飆漲，他寫出第一首為小市民創作的生活寫實歌〈收酒矸〉。此曲交給呂泉生，由陳清風演唱，在電台播出。
〈收酒矸〉大約是在1948年4月左右出爐，立刻受到非常熱烈好評，民間到處都傳唱，曲盤暢銷，一些廣播電臺都會在節目中選播，與〈補破網〉雙雙成為當時最受歡迎的流行歌。但是，當時國民黨政府正開始一連串的禁講日語、禁播台語歌的活動。經過近一個月左右，政府認為〈收酒矸〉歌詞內容不妥，於是在1948年5月5日以正式公文下令即日起禁播此歌，理由是「歌詞卑鄙陋劣，委靡懦弱，有傷風化。」
此舉引起民眾反彈，國民黨下令台北市政府教育局處理，由黃姓局長說明：「一個十六歲的兒童，正當在學校受基本教育的時候，何堪流落街頭做這毫無意義的行業。況且台灣各方面正待進一步建設，尤以兒童教育更為重視，而〈收酒矸〉歌詞中對於兒童實有很多汙衊。」
1949年某冬夜，張邱東松在批改學生作業，聽到有人喊著「賣—肉粽」，有感而發寫下〈賣肉粽〉之詞，歌詞同時也道出張邱東松沒接受父親栽培成為醫生的心情，融合了政經變動的時事，與個人生涯不如意的心聲，同樣又被政府禁唱。後來，他從市女中離職，生活十分潦倒。其一手創辦的南國音樂劇團，最終因經營困難，宣告散團。
之後，張邱東松應山葉公司之邀，準備赴日作揚琴教學，一家人為此興奮不已，不料1959年臨行之前突因腦中風不治。家族演藝事業頓失重心，一家人在酒家、那卡西討生活，猶如〈燒肉粽〉裡的「自悲自嘆歹命人」。藝名為「小白兔」的孫女還失學，以四處跳舞維生。

## 身後
政府以〈收酒矸〉開了頭之後，禁歌漸多，並成為後來四十多年的常態政策。當年歌星唱禁歌，其歌星證會被吊銷，唱片公司也會因禁歌而血本無歸。後來郭金發重新翻唱，把〈賣肉粽〉第一句歌詞「自悲自嘆歹命人」改成「想起細漢真活動」以避被禁，〈賣肉粽〉也被改歌名為〈燒肉粽〉。
郭金發對廖秀容表示1973年警備總部雷厲風行審查歌曲，他在林森北路太陽城餐廳每唱〈燒肉粽〉，需依照警備總部的公文對觀眾解釋此歌背景。該公文寫：「演唱〈燒肉粽〉須告知觀眾台灣早年生活困苦，小販以竹籃或用自行車叫賣肉粽，現今台灣生活富裕皆以機車或店家販賣肉粽。」
1988年，《聯合報》的文化版刊出一則尋找〈酒酐倘賣否？〉一曲的原創人的尋人啟事。新聞見報後，當晚一位中年男士打來報社，講每日跟他們在青年公園唱歌的張志貞其父親張邱東松就是這首歌原創人。第二日，張志貞來報社談起她的父親和他們的音樂家庭。
台北市政府把〈收酒矸〉列為資源回收車的歌曲，張志貞只收象徵性的新台幣一元版稅。張邱東松妻子曾跟丘秀芷提及，還有幾首很有名的也是張邱東松作的，但都掛別人名稱。

## 家庭

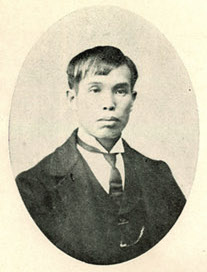
張邱玉章

繼父張邱玉章，1869年生，為豐原葫蘆墩醫院土牛分院醫生。是當年葫蘆墩少有的西醫，人稱「阿達仔仙」，原無子嗣，所以收養張邱東松，結果後來有自生的女兒——邱阿慎。
妻子原為家裡的女僕，育四子二女。
孫女張鳳翔、張夙芬分別藝名為「小白兔」、「小鶯歌」。兩人兒時常在傍晚於各地廣場演唱，同時販售祖父編寫的歌本。始終非一線人員。郭金發對沒能見到寫詞作曲的張邱東松表示遺憾，但幸識其曾與與金澎搭擋演出的兩孫女。邱坤良在台北藝術大學也見過教導佛朗明哥的張鳳翔。